# Кубок Вірменії з футболу 2019—2020
Кубок Вірменії з футболу 2019–2020 — 29-й розіграш кубкового футбольного турніру у Вірменії. Титул вперше здобув Ноах.

## Календар
| Раунд        | Дата                      | Матчі | Клуби   |
| ------------ | ------------------------- | ----- | ------- |
| Перший раунд | 6 вересня 2019            | 4     | 20 → 16 |
| 1/8 фіналу   | 1-3 листопада 2019        | 8     | 16 → 8  |
| 1/4 фіналу   | 27 листопада 2019         | 4     | 8 → 4   |
| 1/2 фіналу   | 11 березня/24 червня 2020 | 4     | 4 → 2   |
| Фінал        | 10 липня 2020             | 1     | 2 → 1   |

## Перший раунд
| Команда 1            | Рахунок | Команда 2      |
| -------------------- | ------- | -------------- |
| 6 вересня 2019       |         |                |
| Торпедо (Єреван) (2) | 3:0     | Масіс (2)      |
| Вест Вірменія (2)    | 7:1     | Ані Єреван (2) |
| Арагац (2)           | 0:6     | Ван (2)        |
| Діліжан (2)          | +:-     | Макараванк (2) |

## 1/8 фіналу
| Команда 1              | Рахунок      | Команда 2       |
| ---------------------- | ------------ | --------------- |
| 1 листопада 2019       |              |                 |
| Діліжан (2)            | -:+          | Лорі            |
| Гандзасар              | 2:1          | Ширак           |
| 2 листопада 2019       |              |                 |
| Юніор Севан (2)        | 2:0          | Єреван          |
| Локомотив (Єреван) (2) | 0:1          | Ван (2)         |
| Пюнік                  | 0:0 пен. 3:5 | Урарту          |
| 3 листопада 2019       |              |                 |
| Торпедо (Єреван) (2)   | 1:3          | Алашкерт        |
| Вест Вірменія (2)      | 0:5          | Арарат-Вірменія |
| Ноах                   | 1:0          | Арарат          |

## 1/4 фіналу
| Команда 1         | Рахунок | Команда 2       |
| ----------------- | ------- | --------------- |
| 27 листопада 2019 |         |                 |
| Лорі              | 0:1     | Урарту          |
| Гандзасар         | 3:1     | Алашкерт        |
| Юніор Севан (2)   | 2:11    | Арарат-Вірменія |
| Ван (2)           | 0:1     | Ноах            |

## 1/2 фіналу
| Команда 1                 | Заг. | Команда 2 | 1-й матч | 2-й матч |
| ------------------------- | ---- | --------- | -------- | -------- |
| 11 березня/24 червня 2020 |      |           |          |          |
| Арарат-Вірменія           | 3:0  | Гандзасар | 1:0      | 2:0      |
| Урарту                    | 1:3  | Ноах      | 0:1      | 1:2      |

## Фінал
| 10 липня 2020 18:00 (EEST) |

| Ноах                                                             | 5:5 дч   | Арарат-Вірменія                                   |
| ---------------------------------------------------------------- | -------- | ------------------------------------------------- |
| Майрович 39', 60' Азаров 56' (пен.), 114' (пен.) Дан Спетару 67' | Протокол | Луїс 8', 40' А.Татаєв 23' (аг) Отубанйо 29', 115' |

| Єреванська футбольна академія, Єреван Глядачів: 0 Арбітр: Завен Ованнісян |

| |     | Пенальті                                                                                  |  |
| К.Бор · Азаров · В.Аветисян · Ю.Гарегинян · С.Дмитрієв · Коваленко · Е.Григорян · Крючков · Р.Круснаускас | 7:6 | А.Нахапетян · Кобялко · Анжело · Малакян · Отубанйо · Саноґо · Крістьян · Гузь · Данієлян |  |